# 스티브 쿡
 스티브 앤서니 쿡 (Steve Anthony Cook , 1991년 4월 19일 ~ )는 잉글랜드의 축구 선수로 현재 퀸스 파크 레인저스에서 수비수로 뛰고 있다.

## 선수 경력

### 클럽
2007년 브라이턴 & 호브 앨비언 유소년팀에 입단한 후 이듬해인 2008년 성인팀과 정식 계약을 맺었지만 소속팀이 능력에 대한 의문을 품으면서 3년간 하번트 앤 워털루빌, 이스트레이 FC, 이스트번 버러, 맨스필드 타운, AFC 본머스에서 임대 선수로 활동했고 2011-12 시즌 1라운드 이후 브라이턴을 떠나 본머스로 완전 이적했다.
본머스로 이적 후 2021-22 시즌 리그 3라운드까지 공식전 388경기 21골을 기록하며 2012-13 EFL 리그 원 준우승, 2014-15 EFL 챔피언십 우승, 2020-21 EFL 챔피언십 플레이오프 4강 진출 등에 기여했고 2016-17 시즌에서는 공식전 39경기를 소화하면서 프리미어리그 2016-17 9위라는 본머스 구단 역사상 프리미어리그 최고 성적에 이바지한 것은 물론 EFL컵에서도 2회 연속 8강 진출(2017-18, 2018-19)을 이끌었으며 2020-21 시즌 FA컵에서도 1956-57 시즌 이후 64년만의 FA컵 8강 진출을 견인하는 등 10년동안 본머스의 핵심 수비수로 맹활약했다.
그 뒤 2021-22 시즌 EFL 챔피언십 4라운드를 앞두고 노팅엄 포리스트로 이적하여 노팅엄의 2021-22 EFL 챔피언십 플레이오프 우승 및 23년만의 프리미어리그 승격에 기여했다.

## 수상

### 클럽
AFC 본머스
- EFL 리그 원 : 준우승 (2012-13)
- EFL 챔피언십 : 우승 (2014-15)
- EFL 챔피언십 플레이오프 : 4강 (2020-21)

노팅엄 포리스트
- EFL 챔피언십 플레이오프 : 우승 (2021-22)